# Bahita variabilis
Bahita variabilis är en insektsart som beskrevs av Keti Maria Rocha Zanol 1996. Bahita variabilis ingår i släktet Bahita och familjen dvärgstritar. Inga underarter finns listade i Catalogue of Life.